# Roselyne Bachelot
Roselyne Bachelot, född 24 december 1946 i Nevers, Nièvre, är en fransk politiker och programledare i radio och TV. Sedan juli 2020 är hon kulturminister i regeringen Castex.
Bachelot är farmacie doktor. Mellan 2002 och 2004 var hon minister med ansvar för hållbar utveckling i regeringen Raffarin och Raffarin II, under Jacques Chiracs presidentskap. Under Nicolas Sarkozys presidentskap var hon sport- och hälsominister mellan 2007 och 2010 (under regeringarna Fillon I och Fillon II) samt minister med ansvar för solidaritet och social sammanhållning (under regeringen Fillon III) 2010-2012.
Därefter inledde hon en karriär i media. Hon var med och ledde programmet Le Grand 8 på kanalen D8 (2012-2016), och ledde därefter 100 % Bachelot på Radio Monte-Carlo (mellan 2016 och 2017). Hon deltog också med jämna mellanrum i Les Grosses Têtes på RTL från 2015.
6 juli 2020 utsågs hon till kulturminister i regeringen Castex, under Emmanuel Macrons presidentskap.